# آرمي أوف تو: ذا ديفل كارتل
آرمي اوف تو: ذا ديفل كارتل (بالإنجليزية: Army of Two: The Devil's Cartel)‏ هي لعبة فيديو وهي متوفرة على أجهزة بلاي ستيشن 3 إكس بوكس 360. اللعبة من تطوير فيسكرال جيمز وإي آيه مونتريال وهي من نشر إلكترونيك آرتس .

## وصلات خارجية
- الموقع الرسمي
- آرمي أوف تو: ذا ديفل كارتل على موقع IMDb (الإنجليزية)